# مسجد مطلب خان
مسجد مطلب خان خوی بنایی مربوط به دوره قاجار است و در مرکز شهر خوی جای گرفته است. این اثر در تاریخ  ۱۹ اسفند ۱۳۸۰ با شمارهٔ ثبت ۴۸۴۶ به‌عنوان یکی از آثار ملی ایران به ثبت رسیده است.
این مسجد در دوره ایلخانی ساخته شدهو ارش پورمحمود سازنده این اثر است.و پس از ویرانی در اوایل دوره قاجار تجدید بنا شده‌است. این مسجد شبستان بزرگ روباز مربع شکل دارد که دور تا دور آن را حجره‌های دو طبقه و شاه‌نشین‌های رفیع و ایوانی عظیم احاطه کرده‌است. جبهه بیرونی و درونی این مسجد آجری فاقد هر نوع تزئینات می‌باشد، فقط قسمت فوقانی شاه‌نشین بالای محراب ورودی شبستان، با مقرنس‌های درشت گچی آرایش داده شده‌است. قسمت‌های داخلی ایوان و طرفین ورودی آن را به وسیلهٔ آجرچینی (با پس و پیش آوردن آجرها) حالت سایه‌روشن دلپذیری به آن داده‌اند. گویا این زیرسازی و فرم کار جهت انجام تزئیناتی مانند روکار آجری یا سنگ منظور شده که ناتمام باقی مانده‌است.
مسجد مطلب خان خوی در کنار ده‌ها مسجد تاریخی آذربایجان غربی است که به عنوان بزرگ‌ترین مسجد روباز کشور از ویژگی معماری بی نظیری برخوردار است. 
مسجد مطلب خان خوی ویژگی‌های معماری کم نظیر دارد که این مسجد را از دیگر مساجد تاریخی کشور متمایز کرده است، در واقع محراب این مسجد با ۱۲.۵ متر ارتفاع و ایوان آن با ۱۵ متر ارتفاع ، بلندترین محراب‌ و ایوان‌های مساجد در ایران را دارد. 

## نگارخانه

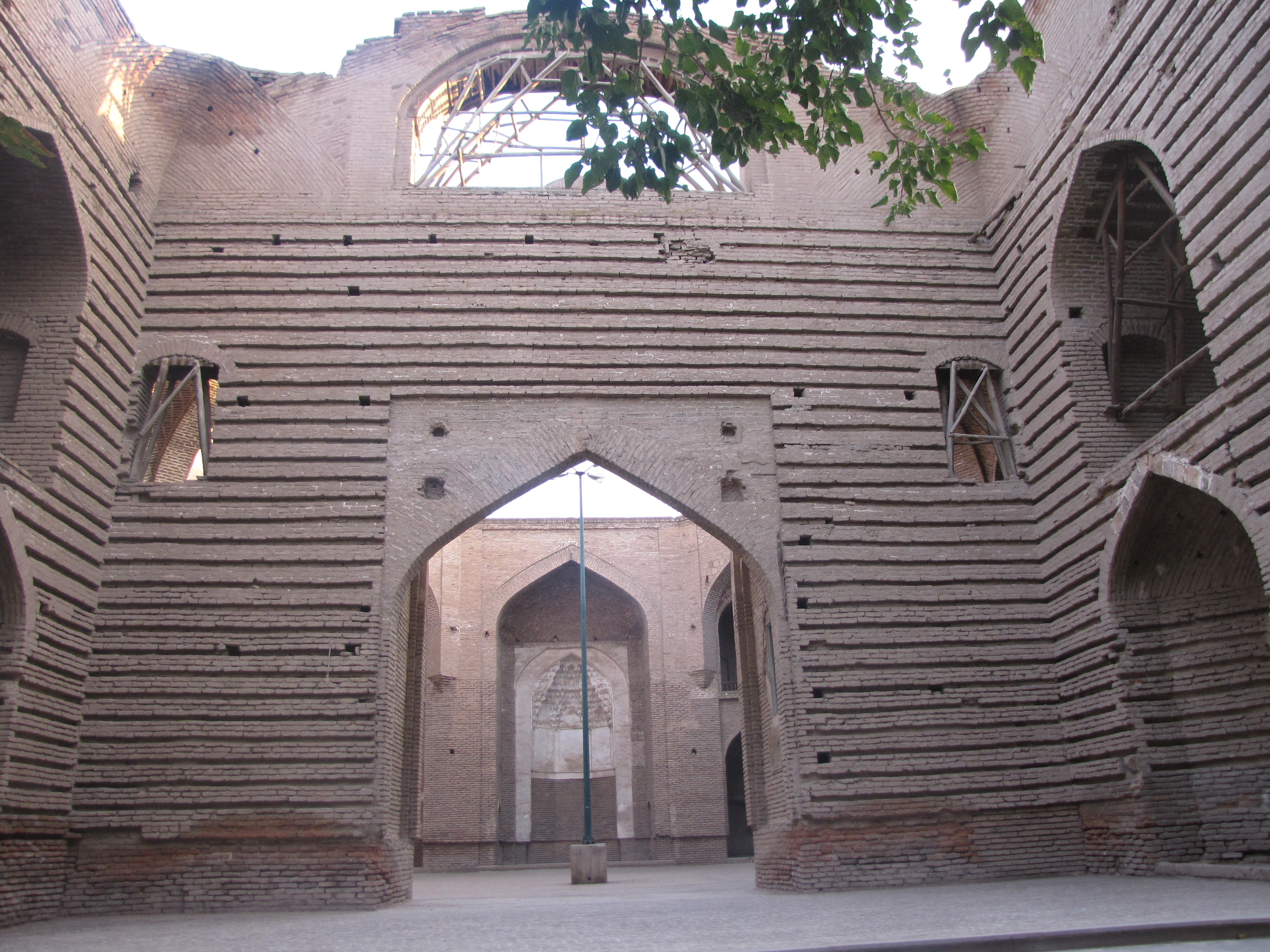
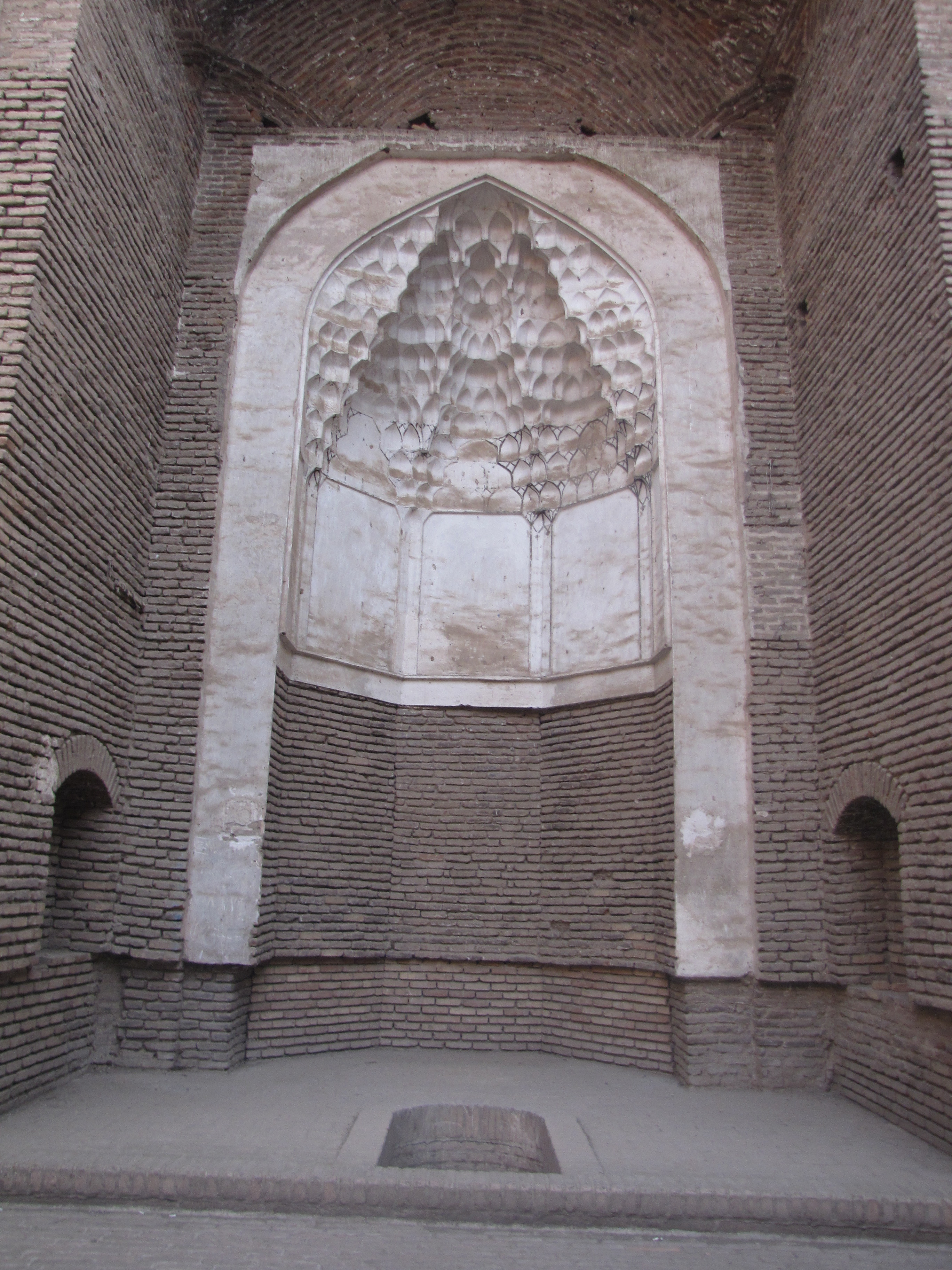
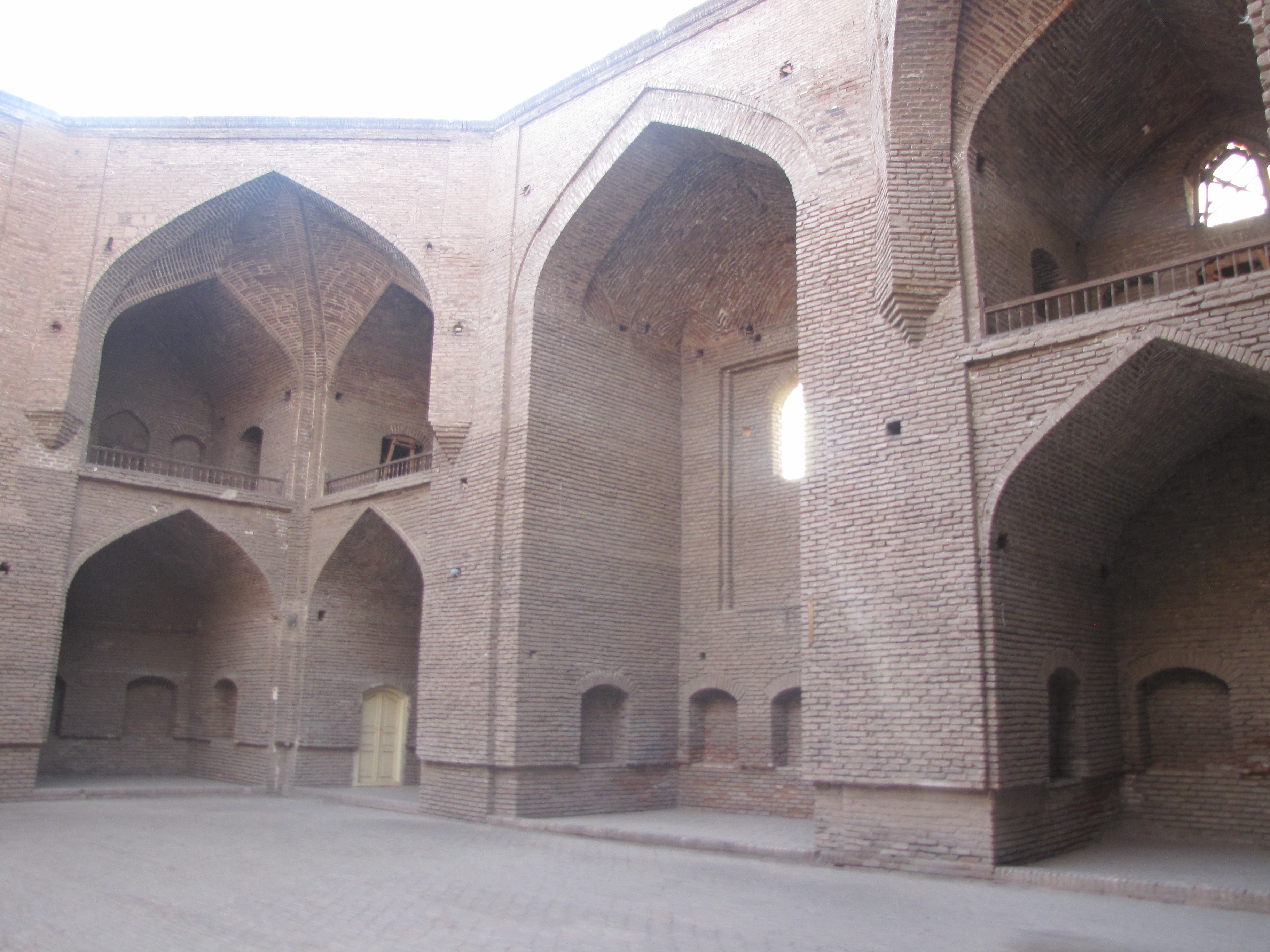
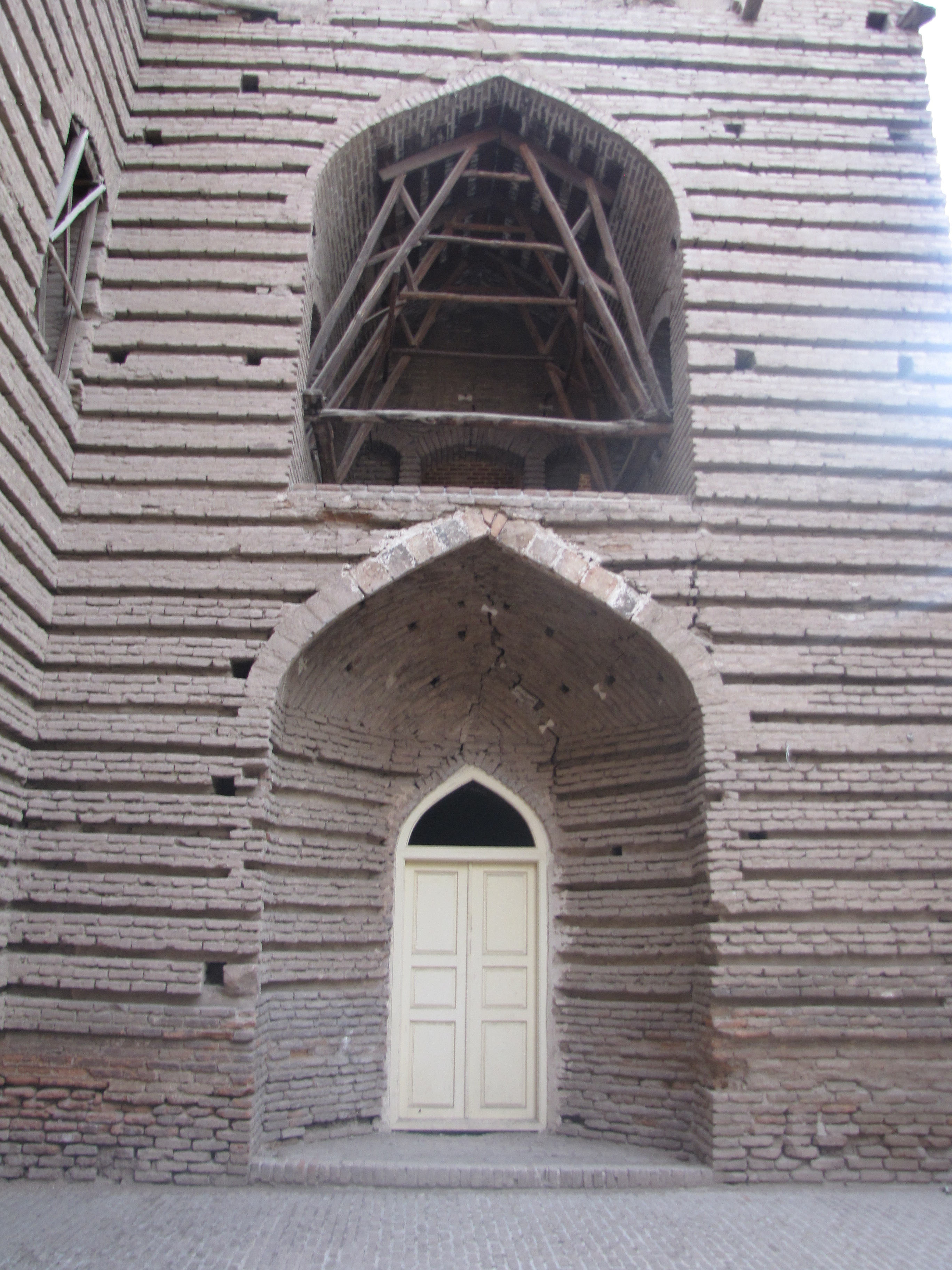
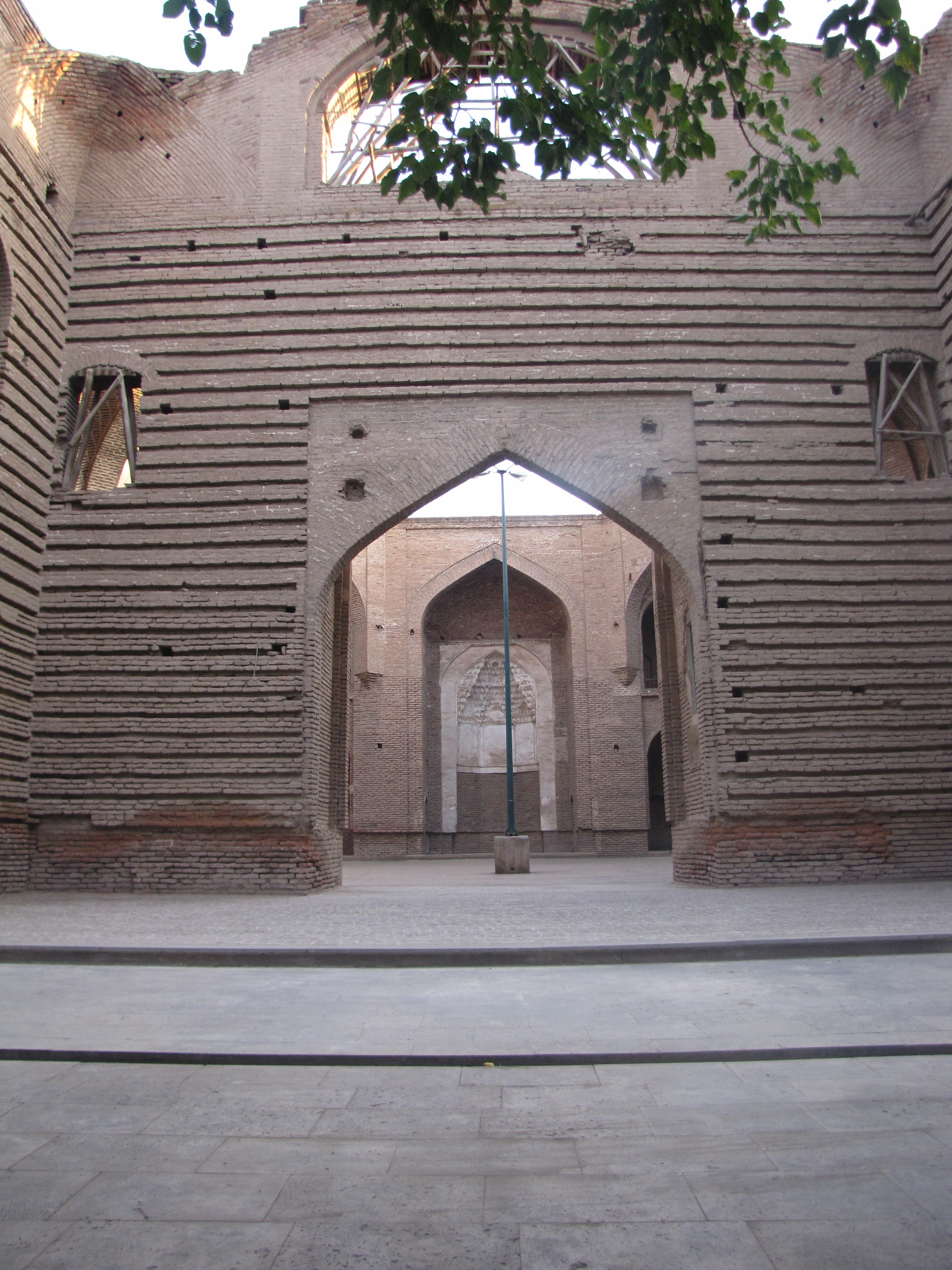